# Chazeuil (Allier)
Pour les articles homonymes, voir Chazeuil.
Chazeuil est un village de la commune de Varennes-sur-Allier, situé à environ 2 km au nord du centre-bourg, à la limite de la commune de Saint-Loup. Le village est traversé par la RN 7 et par la ligne de chemin de fer de Paris à Clermont Ferrand. À cet endroit se trouve le carrefour entre la RN 7 et la RD 46 (ancienne RN 146) menant à Saint-Pourçain-sur-Sioule ; un aménagement récent lié au contournement routier de Varennes-sur-Allier a permis de supprimer le passage à niveau qu'empruntait la route de Saint-Pourçain. Vers le sud-est, la RD 268 aboutit à Créchy.

## Histoire
Avant la Révolution, un péage existe à cet endroit sur l'Allier ; il appartenait pour moitié au prince de Condé, bénéficiaire du domaine du Bourbonnais, et pour moitié au seigneur de Chazeuil.
Sous l'Ancien Régime, Chazeuil est une paroisse. Au début de la Révolution, les paroisses de Chazeuil, Varennes et Vouroux sont réunies pour former une unique commune.
En juin 1940, le pont de Chazeuil (route de Saint-Pourçain) a sauté, comme plusieurs autres ponts sur l'Allier. La circulation ne fut rétablie qu'en mars 1942, et seulement pour les véhicules de moins de 12 tonnes.

## Lieux et monuments
Deux monuments se dressent sur les hauteurs dominant la vallée de l'Allier, à l'est de la localité :
- la chapelle Notre-Dame de la Ronde[4] (construction commencée au XIe siècle et continuée au siècle suivant). C'est le plus ancien monument de la commune de Varennes-sur-Allier. La chapelle est de plan longitudinal sans transept. La nef est couverte d'une charpente ; elle est continuée par un chœur constitué d'une travée plus étroite et plus haute, voûtée en berceau et terminée par une abside. Un clocher-mur repose sur le chœur, à la limite de la nef. La chapelle abrite une statue de la Vierge à l'Enfant classée en bois marouflé polychrome du XIIe siècle[5]; un pèlerinage se perpétue le dimanche qui suit le 8 septembre, jour de la fête de la Nativité de Marie[6].
- le château de Chazeuil[7] (XIXe siècle). Le château actuel, bâtisse imposante de style néo-Louis XIII, a remplacé le château édifié au XVIIe siècle, dont il ne reste que les cuisines et le pavillon nord. Il est dû à l'architecte moulinois Jean Moreau. Le château appartient à la branche bourbonnaise[8] de la famille de Chavagnac, à laquelle il est venu par son alliance avec la famille Devaulx de Chambord, qui avait acquis la terre de Chazeuil en 1817.